# Luigi Roverelli
Luigi Roverelli (fl. XVIII secolo) è stato un artigiano italiano.
Di questo personaggio, attivo nella seconda metà del Settecento, sappiamo soltanto che fu dipendente del Museo di Fisica e Storia Naturale di Firenze come amanuense. Insieme a Antonio Quinquernell  costruì un odometro da carrozza conservato al Museo Galileo di Firenze. 